# Ma’arr Szamali
Ma’arr Szamali – wieś w Syrii, w muhafazie Hama. W 2004 roku liczyła 744 mieszkańców.